# Джон Угочукву
Джон Угочукву (англ. John Ogu Ugochukwu, нар. 20 квітня 1988, Лагос) — нігерійський футболіст, півзахисник клубу «Хапоель» (Беер-Шева) та національної збірної Нігерії.

## Клубна кар'єра
У дорослому футболі дебютував 2006 року виступами за команду словенського клубу «Драва», в якій провів чотири сезони, взявши участь у 97 матчах чемпіонату. Більшість часу, проведеного у складі «Драви», був основним гравцем команди.

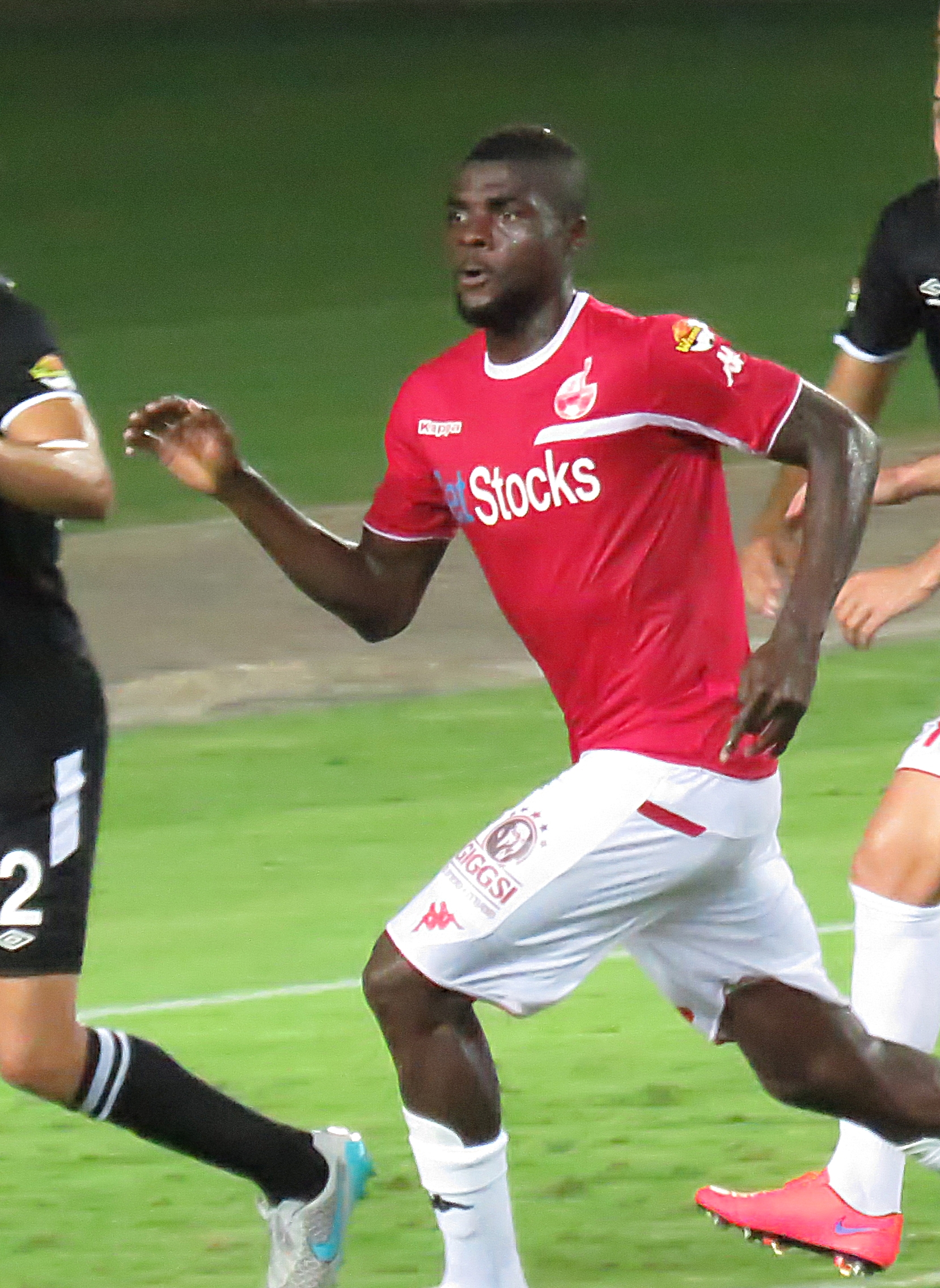
Угочукву у складі «Хапоеля». 2015 рік.

Згодом з 2010 по 2011 рік грав у складі команд португальського «Атлетіко» та іспанського «Альмерія Б».
Своєю грою за останню команду привернув увагу представників тренерського штабу клубу «Уніан Лейрія», до складу якого приєднався 2011 року. Відіграв за клуб Лейрії наступні один сезон своєї ігрової кар'єри.
У липні 2012 року став гравцем «Академіки», де не зумів стати основним і за два сезони відіграв за клуб з Коїмбри 27 матчів в національному чемпіонаті, забивши 1 гол.
Влітку 2014 року Угочукву підписав контракт з ізраїльським «Хапоелем» (Беер-Шева). З 2016 року тричі поспіль вигравав чемпіонат Ізраїлю, також з командою ставав володарем Кубка Тото та Суперкубка країни. Станом на 25 червня 2018 року відіграв за беер-шевську команду 127 матчів в національному чемпіонаті.

## Виступи за збірну
23 березня 2013 року в відбірковому матчі до чемпіонату світу 2014 року проти збірної Кенії Угочукву дебютував у складі національної збірної Нігерії. 31 травня 2013 року в товариському матчі проти збірної Мексики Джон забив свій перший гол за національну команду. У тому ж році взяв участь у Кубку Конфедерацій у Бразилії. На турнірі він зіграв у всіх трьох матчах, але збірна не вийшла з групи.
Згодом у складі збірної був учасником чемпіонату світу 2018 року у Росії. Наразі провів у формі головної команди країни 19 матчів, забивши 1 гол.

## Титули і досягнення
- Чемпіон Ізраїлю (3):

«Хапоель» (Беер-Шева): 2015-16, 2016-17, 2017-18
- Володар Суперкубка Ізраїлю (2):

«Хапоель» (Беер-Шева): 2016, 2017
- Володар Кубка Тото (1):

«Хапоель» (Беер-Шева): 2016-17
- Бронзовий призер Кубка африканських націй: 2019